# Tajemnica Johna Keitha
Tajemnica Johna Keitha (ang. The River's End) – powieść przygodowo-kryminalna autorstwa Jamesa Olivera Curwooda z 1919 roku. 

## Streszczenie akcji
Tajemnica Johna Keitha Jamesa Olivera Curwooda to opowieść o losach Johna Keitha, oskarżonego o morderstwo i ściganego przez policjanta Connistona. Kiedy Conniston umiera na skutek choroby, a ich drogi nieoczekiwanie splatają się, Keith postanawia przyjąć tożsamość swojego prześladowcy, aby uzyskać nową szansę na życie. Przebrany za Connistona, rozpoczyna podróż na południe, planując stawić czoła przeszłości i spróbować oczyścić swoje imię. Na swojej drodze zmaga się z wyrzutami sumienia, wspomnieniami o ojcu, a także lękiem przed demaskacją. Jego zmagania z samym sobą oraz zmieniający się krajobraz Kanady tworzą sugestywną atmosferę. Curwood wciąga czytelnika w opowieść o honorze, lojalności i poszukiwaniu sprawiedliwości w obliczu surowych warunków natury oraz moralnych wyzwań, jakie niesie ze sobą nowa tożsamość.

## Polskie wydania
Z języka angielskiego książkę przetłumaczyła Halina Borowikowa występująca pod pseudonimem Jerzy Marlicz.
- 1929, wyd. Rój[1]
- 1991, wyd. Alfa[2]
- 2021, wyd. CM[3]